# Caderzone Terme
Caderzone Terme est une commune italienne de 695 habitants en 2023, située dans la province autonome de Trente dans la région du Trentin-Haut-Adige dans le nord-est de l'Italie.

## Géographie
Caderzone est situé dans le val Rendena, une vallée en Trentin traversée par la rivière Sarca, située entre l'Adamello et le Massif de Brenta.
Les communes limitrophes sont  Bocenago, Carisolo, Giustino, Massimeno, Pelugo, Pinzolo, Spiazzo et Strembo.

## Culture

### Monuments

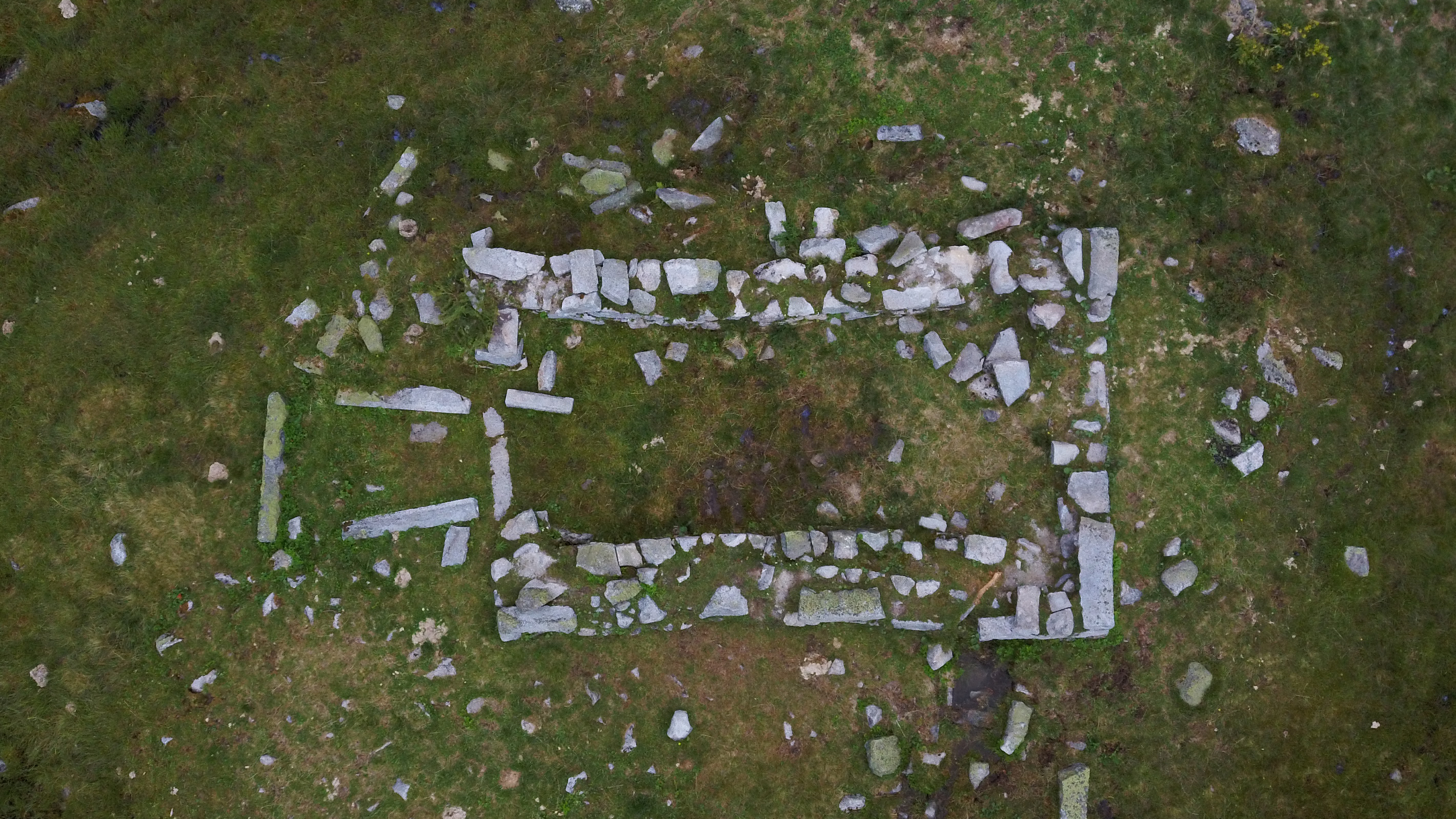
Restes de l'ancienne église de San Giuliano.

L'église de San Giuliano (Saint Julien) est un lieu de culte catholique de la commune datant du XIIIe siècle ; sa première mention dans un texte date de 1488. Abandonnée au XIXe siècle, une nouvelle église est construite à proximité entre 1867 et 1868.

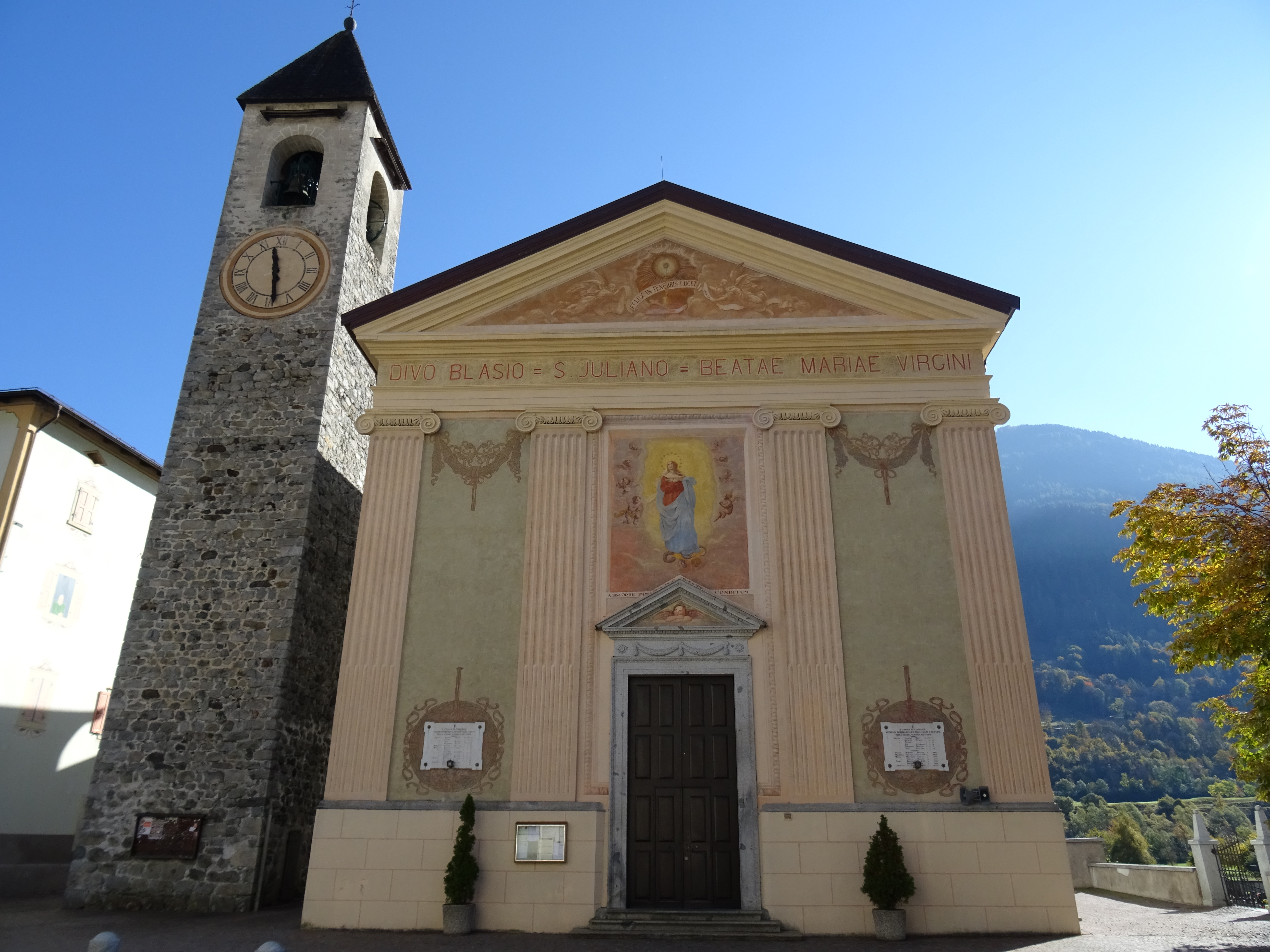
Église de San Biagio.

Une autre église, l'église de San Biagio (Saint Blaise), se trouve dans le village. Sa première mention date de 1361.
Les deux églises appartiennent à l'archidiocèse de Trente.

## Démographie
Au 31 décembre 2023, la population était de 695 habitants selon l'Istat, dont 358 hommes et 337 femmes (respectivement 52 % et 48 % de la population),.
| 1951 | 1961 | 1971 | 1981 | 1991 | 2001 |
| ---- | ---- | ---- | ---- | ---- | ---- |
| 524  | 479  | 467  | 532  | 534  | 602  |

| 2011 | 2018 | 2019 | 2020 | 2021 | 2022 |
| ---- | ---- | ---- | ---- | ---- | ---- |
| 669  | 676  | 681  | 684  | 700  | 691  |

| 2023 | - | - | - | - | - |
| ---- | - | - | - | - | - |
| 695  | - | - | - | - | - |

## Administration
| Période                                  | Période    | Identité        | Étiquette    | Qualité |
| ---------------------------------------- | ---------- | --------------- | ------------ | ------- |
|                                          |            | Vigilio Sartori | Lista Civica |         |
| 1990                                     | 16.05.2010 | Maurizio Polla  | Lista Civica |         |
| 17.05.2010                               | En cours   | Emilio Mosca    | Lista Civica |         |
| Les données manquantes sont à compléter. |            |                 |              |         |

## Jumelages
- Weißbach bei Lofer (Autriche)
- Sassofeltrio (Italie)